# De wijze kater
De wijze kater is een toneelstuk van Herman Heijermans geschreven in 1917. Het ging op 22 oktober 1918 in première in het Grand Théâtre te Amsterdam, en is een satire op de kapitalistische maatschappij en op de vervreemding van de natuur. Heijermans oriënteerde zich op het oude sprookje van de gelaarsde kat, waarin een slimme kat haar baas tot markies bevordert en aan een koningsdochter helpt.

## Synopsis
De jongeman Jonathan is al zijn geld kwijtgeraakt. Hij is verliefd op Antoinette, de dochter van de bakker. Omdat de bakker een van zijn schuldeisers is, kan hij niet met haar trouwen. Zijn kater Hans, die plots blijkt te kunnen praten, helpt hem een list te verzinnen. De koning heeft last van een rattenplaag in zijn kasteel en de kater biedt, verkleed als mens, aan om hem hiervan te verlossen in ruil voor het kwijtschelden van de schulden van Jonathan. De koning stemt toe. Op het paleis verdrijft de kater de ratten en ontmaskert hij ook nog eens een complot tegen de kroonprinses. Als dank krijgt de kater allerlei functies in het paleis toegewezen. Hij gebruikt zijn functie en zijn slimheid vervolgens om het huwelijk tussen Jonathan en Ans mogelijk te maken. Hoewel de bakker het daar aanvankelijk niet mee eens is, wordt hij overgehaald door de belofte dat hij voortaan hofleverancier mag zijn.